# Beastie Boys
Beastie Boys bio je američki rock sastav iz New Yorka. Sastav je osnovan 1978. godine kao punk sastav, no s vremenom počinju dodavati elemente hip hopa u svoju glazbu. Uskoro postaju rap rock sastav. Ipak, Beastie Boys nisu isključivo reperi. Njihova glazba se proteže preko mnogo različitih žanrova; od punk rocka i hardcorea do funka. Postavu Beastie Boysa činili su Adam "Ad-Rock" Horovitz (vokali, gitara), Adam "MCA" Yauch (vokali, bas) i Michael "Mike D" Diamond (vokali, bubnjevi). 
Beastie Boys su najprodavanija hip hop grupa na svijetu, i četvrti najprodavaniji hip hop izvođač, iza Tupaca Shakura, Eminema i Jay Z-ja.

## Povijest sastava
Od 1978. do 1983. godine sastav je uglavnom svirao punk, uz poneke druge žanrove. Godine 1983. sastav je snimio prvu rap pjesmu "Cooky Puss", koja je u svoje vrijeme bila hit na njujorškoj underground dance sceni. No tek dolaskom producenta Ricka Rubina, Beastie Boys su postali tročlana rap grupa. Godine 1984. izdali su single Rock Hard, a 1985. nastupali kao predgrupa Madonni na njenoj Virgin turneji. Uz veću medijsku eksponiranost slijedilo je još par singlova, te konačno krajem 1986. godine izašao je prvi album Licensed To Ill pod izdavačkom kućom Def Jam.
Album je polučio nevjerojatan komercijalni uspjeh, postao je najprodavaniji rap album '80-ih, i prvi rap album koji je došao na broj #1 Billboardove ljestvice.
Slijedila je svjetska turneja s Public Enemyjem koja je izazvala brojne kontroverze, jer su Beastie Boysi na pozornici imali plesačice koje su plesale u kavezima i veliki zračni penis na napuhavanje, sličan onom kakav su imali Rolling Stonesi tijekom 1970-ih godina.
No grupa je ubrzo, nezadovoljna svojim imidžem, odselila u Los Angeles, gdje su potpisali za izdavačku kuću Capitol Records. Tamo su uz producente Dust Brothers i Matta Dikea snimili svoj drugi album Paul's Boutique, koji je izašao 1989. godine. Paul's Boutique je imao slab komercijalni uspjeh, no to je po mnogima najbolji album Beastie Boysa dosada. Snimljen tehnikom sempliranja i slojevitog "kolažiranja" zvukova, smatra se jednim od remek-djela hip hopa, uvelike zbog svoje produkcije.
Početak devedesetih donio je razne promjene. Beastie Boys su uredili svoj novi studio "G-Son" u Atwater Villageu, Kalifornija, te se ponovo prihvatili svojih instrumenata. Godine 1992. izlazi treći album Check Your Head, koji se proteže od hip hopa i rocka, do funk instrumentala. Iste godine Beastie Boys osnivaju i glazbenu etiketu Grand Royal. Godine 1994. izlazi Ill Communication, četvrti studijski album, po svom alternativnom pristupu vrlo sličan prijašnjem Check Your Head.
Godine 1995. popularnost Beastie Boysa je bila potvrđena kada su ulaznice za dvoransku turneju u Americi rasprodane u roku od par minuta. Beastie Boys su se sve više počeli baviti aktivizmom na području slobode i ljudskih prava, pa je tako 1996. godine Adam Yauch (MCA) organizirao prvi Tibetan Freedom Concert, dvodnevni festival s ciljem osvješćivanja svijeta o problemima stanovnika Tibeta, održan u San Franciscu, kojem je prisustvovalo 100 000 ljudi.
Beastie Boysi su se više puta ispričali za svoje prijašnje uvredljive tekstove. Tako u antologiji The Sounds Of Science Adrock na temu svojih novih protuseksističkih stihova i prijašnjeg ponašanja Beastie Boysa piše: "Radije bih prema tebi bio licemjer nego zombi zauvijek".
Godine 1997. sastav se vratio u rodni New York te snimio novi album Hello Nasty. Iz ekipe je otišao DJ Hurricane, a novi DJ je postao Mix Master Mike. Hello Nasty (izašao 1998.) je Beastie Boysima donio dvije Grammy nagrade: nagradu za najbolji alternativni album i nagradu za najbolju rap pjesmu rap dua ili grupe, te dvije MTV Video Music nagrade. Godine 2000. Beastie Boys su planirali Rhyme and Reason turneju s Rage Against The Machine, no turneja je otkazana nakon što je Mike D doživio ozljedu u biciklističkoj nezgodi. Kad je dovršio rehabilitaciju, Rage Against The Machine se već razišao.
To The 5 Boroughs, šesti album, izašao je 2004. godine, pun stihova koji kritiziraju Georgea Busha i rat u Iraku. Album je debitirao na broju #1 Billboardove ljestvice, sa singlom "Ch-Check It Out" na vrhu Billboardove Modern Rock Tracks ljestvice.
No sedmi album The Mix-Up, objavljen 2007. godine za razliku od prošlog uopće ne sadrži stihove, već 12 novih instrumentalnih pjesama. Po tome je ovaj album nalik kompilaciji The In Sound From Way Out! iz 1996. godine, koja se sastoji samo od instrumentala nastalih između 1992. i 1994. godine. Na 50. dodjeli nagrada Grammy održanoj 10. veljače 2008. godine Beastie Boysi su osvojili Grammy za The Mix-Up u kategoriji "najbolji pop instrumentalni album".
Novi, osmi studijski album Beastie Boysa Hot Sauce Committee Part Two objavljen je 3. svibnja 2011. godine.
Nakon smrti Adama Yaucha 2012. godine, sastav je ubrzo objavio kako više neće nastupati.

## Članovi
- John Berry – gitara (1978. – 1982.; umro 2016.)
- Mike D – vokali (1978. – 2012.), bubnjevi (1984. – 2012.)
- Kate Schellenbach – bubnjevi, udaraljke (1978. – 1984.)
- Jeremy Shatan – bas (1978. – 1981.)
- MCA – vokali, bas (1981. – 2012.; umro 2012.)
- Ad-Rock – vokali, gitara (1982. – 2012.)

## Diskografija

### Albumi
- Licensed To Ill (1986.)
- Paul's Boutique (1989.)
- Check Your Head (1992.)
- Ill Communication (1994.)
- Hello Nasty (1998.)
- To The 5 Boroughs (2004.)
- The Mix-Up (2007.)
- Hot Sauce Committee Part Two (2011.)

### Kompilacije
- Some Old Bullshit (1994.)
- The In Sound From Way Out! (1996.)
- Beastie Boys Anthology: The Sounds Of Science (1999.)
- Solid Gold Hits (2005.)

### DVD
- Beastie Boys Video Anthology (2000.)
- Awesome; I Fuckin' Shot That! (2006.)

## Zanimljivosti
- Video za pjesmu "Gratitude" inspiriran je koncertnim filmom Pink Floyda "Live At Pompeii".
- Video za pjesmu "Sabotage" parodira američke policijske drame iz 70-ih. Režirao ga je Spike Jonze i kao veliki hit bio je nominiran za najbolje režirani video na MTV Music Awards 1994. Nagradu za najbolju režiju na kraju je dobio R.E.M.-ov Everybody Hurts. MCA, nezadovoljan tom odlukom, istupio je na pozornicu maskiran u svoj alter ego Nathaniel Hornblower i izrazio svoje nezadovoljstvo, uz odobravanje dijela publike, no ubrzo je odveden s pozornice uz pratnju zaštitara.
- Beastie Boys su gostovali u devetoj epizodi prve sezone crtane serije Futurama, te bili ismijani od strane Frya zbog sporog izdavanja novih albuma.

## Vanjske poveznice
- Službena stranica Beastie Boysa  Arhivirana inačica izvorne stranice od 27. lipnja 2004. (Wayback Machine)
- Beastiemania Najveći izvor informacija vezanih uz Beastie Boyse